# Moura Morta e Vinhós
Moura Morta e Vinhós (oficialmente: União das Freguesias de Moura Morta e Vinhós) é uma freguesia portuguesa do município de Peso da Régua, com 12,8 km² de área e 750 habitantes (censo de 2021). A sua densidade populacional é 58,6 hab./km².

## História
Foi criada aquando da reorganização administrativa de 2012/2013, resultando da agregação das antigas freguesias de Moura Morta e Vinhós:

## Demografia
A população registada nos censos foi:
| Distribuição da População por Grupos Etários | Distribuição da População por Grupos Etários | Distribuição da População por Grupos Etários | Distribuição da População por Grupos Etários | Distribuição da População por Grupos Etários | Distribuição da População por Grupos Etários |
| -------------------------------------------- | -------------------------------------------- | -------------------------------------------- | -------------------------------------------- | -------------------------------------------- | -------------------------------------------- |
| Antes da agregação                           |                                              |                                              |                                              |                                              |                                              |
| Ano                                          | 0-14 anos                                    | 15-24 anos                                   | 25-64 anos                                   | >= 65 anos                                   | Total                                        |
| 2001                                         | 228                                          | 166                                          | 552                                          | 210                                          | 1156                                         |
| 2011                                         | 138                                          | 131                                          | 518                                          | 237                                          | 1024                                         |
| Após a agregação                             |                                              |                                              |                                              |                                              |                                              |
| Ano                                          | 0-14 anos                                    | 15-24 anos                                   | 25-64 anos                                   | >= 65 anos                                   | Total                                        |
| 2021                                         | 66                                           | 73                                           | 386                                          | 225                                          | 750                                          |